# Afghanische Cricket-Nationalmannschaft
Die afghanische Cricket-Nationalmannschaft (paschtunisch د افغانستان کرکټ ملي لوب‌‌‌‌‌‌ډله; persisch تیم ملی کریکت افغانستان) vertritt Afghanistan auf internationaler Ebene in der Sportart Cricket. Das Team wird vom Afghanistan Cricket Board (ACB) geleitet und ist seit 2017 Vollmitglied im International Cricket Council. Die Mannschaft besitzt somit Teststatus.
Afghanistan ist die zwölftälteste Nationalmannschaft im Test Cricket und bestritt seinen ersten Test 2018 in Indien. Größte Erfolge bei Turnieren waren das Erreichen des Halbfinales beim T20 World Cup 2024, dreimal die Vorrunde bei Cricket World Cups (2015, 2019 und 2023), die Vorrunde bei der Champions Trophy 2025 sowie zweimal die zweite Runde bei Asia Cups (2018 und 2022).

## Geschichte

### Vor dem ODI-Status
Das erste überlieferte Cricketspiel in Afghanistan fand während des Ersten Anglo-Afghanischen Krieges 1839 in Kabul statt, als Soldaten der British Army gegeneinander antraten. Im Gegensatz zu den meisten anderen Ländern verschwand das Cricket mit dem Abzug der Briten jedoch wieder aus Afghanistan und es dauerte mehr als hundert Jahre, bis das Cricket wieder nach Afghanistan zurückkehrte. In den 1990er Jahren erlangte das Cricket unter den afghanischen Flüchtlingen in Pakistan an Beliebtheit, entsprechend erfolgte dort 1995 die Gründung des Verbandes Afghanistan Cricket Federation (heute Afghanistan Cricket Board). Nach ihrer Heimkehr übten die ehemaligen Flüchtlinge Cricket weiterhin aus. Wie alle anderen Sportarten auch wurde Cricket anfangs von den Taliban verboten, 2000 jedoch als einzige Ausnahme wieder geduldet. Im darauf folgenden Jahr nahm der International Cricket Council (ICC) den afghanischen Verband als Partnermitglied (affiliate member) auf. Der afghanische Cricket-Stil spiegelt den Entwicklungsstand in den pakistanischen Flüchtlingslagern wider und unterscheidet sich nicht wesentlich vom allgemeinen Cricket-Stil in Pakistan, wie das Beispiel des schnellen Bowlings und des Wrist Spin zeigt.
Im Jahr 2001 nahm die afghanische Nationalmannschaft an einem Vier-Länder-Turnier teil. Die afghanische Mannschaft erhielten im selben Jahr die Einladung, in der zweiten Stärkeklasse des pakistanischen Crickets zu spielen. Diese Tour sorgte für internationale Medien-Aufmerksamkeit, da der US-geführte Krieg in Afghanistan begann, als die Mannschaft in Pakistan war. Von den fünf Spielen verlor die Mannschaft drei, hinzu kamen zwei Unentschieden. 2001 unternahm die Mannschaft eine vier Spiele umfassende Tour in Peschawar und Rawalpindi; 2003 und 2004 folgten weitere Besuche in Pakistan. 2004 nahm die afghanische Nationalmannschaft an der ACC Trophy in Kuala Lumpur teil, wo sie mit zwei Siegen über Bahrain und den Gastgeber Malaysia auf den sechsten Platz vorstieß. Bei der Teilnahme an der ACC Trophy 2006 erreichte sie den dritten Platz, ebenso wie zwei Jahre später bei der ACC Trophy Elite.
Die afghanische Mannschaft nahm 2003 an zwei pakistanischen Turnieren teil und gewann erstmals ein Spiel. 2006 steigerte sie sich nochmals, als sie als Zweite hinter Bahrain beim Middle East Cup abschloss und eine Mannschaft des Marylebone Cricket Club, mit dem ehemaligen englischen Kapitän Mike Gatting in deren Reihen, mit 171 Runs in Mumbai bezwang. Gatting verlor mit einem Duck (null Runs) sein Wicket. Im Sommer 2006 unternahm Afghanistan eine Englandtour und gewann sechs von sieben Spielen. Drei der Siege gelangen gegen die zweiten Mannschaften der County Clubs Essex, Glamorgan und Leicestershire. Bei der ACC Trophy im selben Jahr landete Afghanistan auf dem dritten Platz, nachdem es Nepal in einem Play-off besiegt hatte.
2007 gewann die afghanische Mannschaft ihr erstes Turnier, als sie sich den Titel des ACC Twenty20 Cup mit Oman teilte, nachdem das Finale unentschieden geendet hatte. Afghanistan begann 2008 in Jersey seinen Qualifizierungsprozess für den Cricket World Cup 2011 und gewann die Division Five der World Cricket League. Im selben Jahr beendete es die ACC Trophy Elite auf dem dritten Platz. Wenige Monate später gewann Afghanistan sein zweites WCL-Turnier, die Division Four in Tansania. Im Januar 2009 stieg Afghanistan in die Weltmeisterqualifikation auf, nachdem die Mannschaft die Division Three der WCL in Buenos Aires für sich entschieden hatte und dabei die Tabelle aufgrund einer besseren Net Run Rate vor Uganda und Papua-Neuguinea abschloss.

### ODI-Status

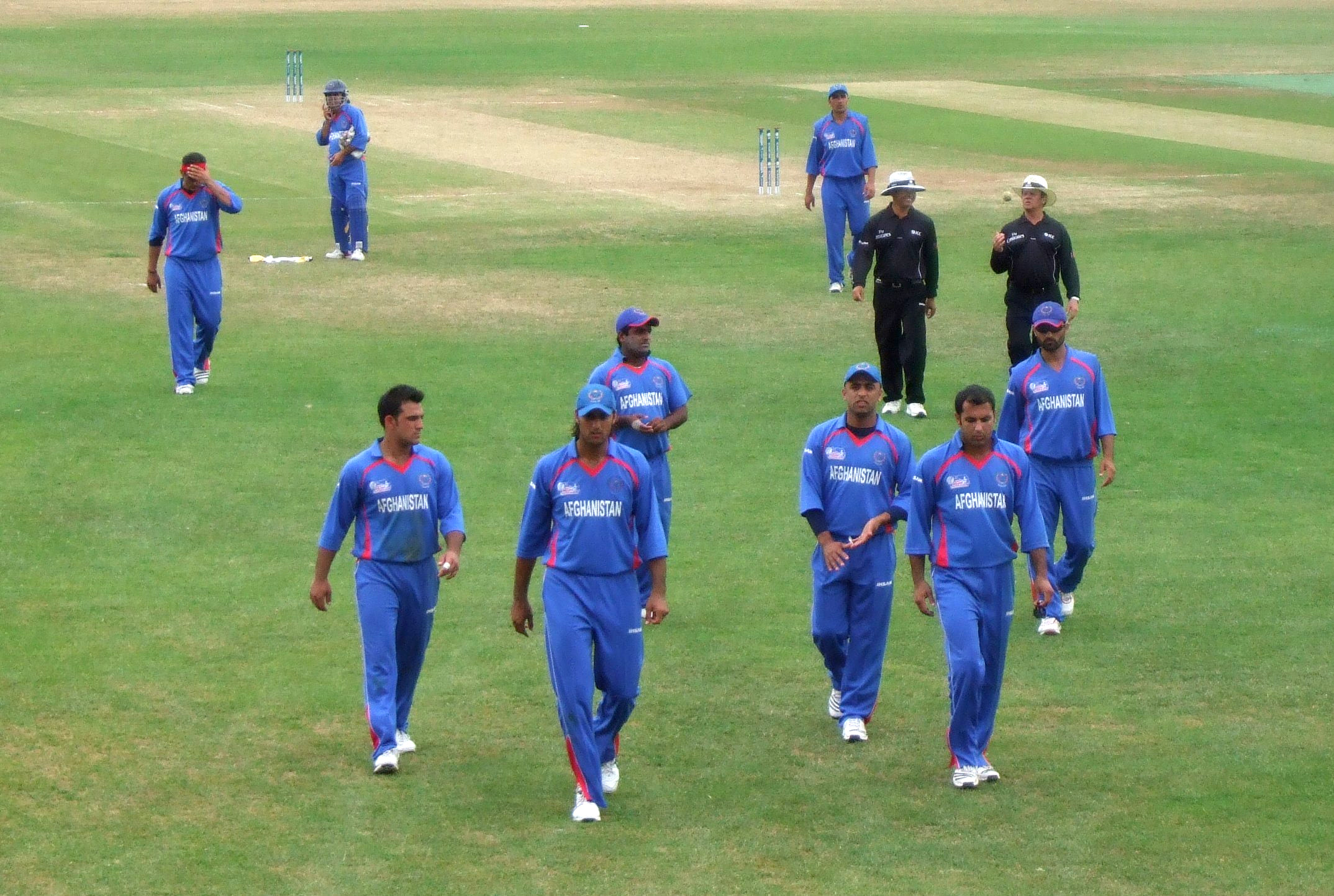
Die afghanische Mannschaft in Rotterdam während der ICC World Cricket League Division One 2010

Beim ICC Cricket World Cup Qualifier 2009 verpasste die Mannschaft mit einem fünften Platz die Qualifikation für den Cricket World Cup 2011 nur knapp, erhielt jedoch für vier Jahre ODI-Status zugesprochen. Das erste ODI bestritt sie im Spiel um den fünften Platz gegen Schottland, die sie zuvor im Turnierverlauf schon bezwungen hatte, und sie gewannen auch diesmal (mit 89 Runs). Während des ICC Intercontinental Cup 2009–2010 bestritt Afghanistan sein erstes First-Class-Match, gegen eine Auswahl Simbabwes in einem Match über vier Tage in Mutare. Während des Spiels, das mit einem Unentschieden endete, erzielte der afghanische Batter Noor Ali Centuries (je 100 Runs) in beiden Innings, womit er der erst vierte Spieler wurde, dem dies in seinem First-Class-Debüt gelang. Später, im August 2009, spielte Afghanistan während desselben Turniers im VRA Cricket Ground gegen die Niederlande und gewann mit einem Wicket. Afghanistan nahm danach am ACC Twenty20 Cup in den Vereinigten Arabischen Emiraten teil. Alle fünf Spiele in Gruppe A endeten mit Siegen. Im Halbfinale besiegte Afghanistan Kuwait mit acht Wickets. Im Finale traf es auf den Gastgeber, die Vereinigten Arabischen Emirate, und setzte sich mit 84 Runs durch.
Am 1. Februar 2010 bestritt Afghanistan sein erstes T20I gegen Irland, unterlag jedoch mit fünf Wickets. Am 13. Februar 2010 besiegte Afghanistan während der Qualifikation für die ICC World Twenty20 2010 in der Karibik zunächst die Vereinigten Arabischen Emirate mit vier Wickets. Im Finale der Qualifikation konnte Irland mit acht Wickets bezwungen werden und Afghanistan qualifizierte sich somit für das Turnier. Bei der ICC World Twenty20 2010 wurde Afghanistan Gruppe C zugelost, zusammen mit Indien und Südafrika. Im ersten Spiel gegen Indien erzielte der Opening Batter Noor Ali 50 Runs und stellte Afghanistans Ergebnis auf 115 Runs in 20 Over. Es verlor das Spiel jedoch mit acht Wickets. Im zweiten Spiel gegen Südafrika wurde die Mannschaft zu einem Zeitpunkt auf 14/6 beschränkt, bevor ein spätes Aufbäumen durch Mirwais Ashraf und Hamid Hassan Afghanistan zu 88 Runs mit dem Verlust aller Wickets führte, woraufhin es mit 59 Runs verlor.
2010 setzte die afghanische Mannschaft den Intercontinental Cup 2010 mit Siegen über Irland, Kanada, Schottland und Kenia fort, bevor sie im Finale in Dubai Schottland mit sieben Wickets bezwang. Ebenfalls 2010 gewann das Team die ACC Trophy Elite in Kuwait, nachdem sie Nepal im Finale besiegt hatte und beendete die Division One der WCL in den Niederlanden auf dem dritten Platz. Afghanistan nahm am Cricketturnier der Asienspiele 2010 in der Volksrepublik China teil und gewann die Silbermedaille, nachdem es im Finale gegen Bangladesch unterlegen war. Ab 2011 nahm Afghanistan am ICC Intercontinental Cup 2011–2013 teil. Es bezwang Kanada und spielte gegen die Vereinigten Arabischen Emirate unentschieden. In der parallel stattfindenden ODI League gewann es zwei Spiele gegen Kanada und unterlag zweimal gegen die Vereinigten Arabischen Emirate.
Im Februar 2012 bestritt Afghanistan sein erstes ODI gegen eine Testnation, als es in Schardscha auf Pakistan traf. Im August 2012 folgte am selben Ort ein ODI gegen Australien. Beide ODIs gingen verloren. Im März 2013 gewann Afghanistan zwei T20Is gegen Schottland und die Vereinigten Arabischen Emirate. Ebenso gewann es zwei ODIs während der World Cricket League gegen dieselben Mannschaften. Afghanistan teilte sich nach den beiden Siegen den zweiten Platz mit Schottland, was einen Schritt in Richtung Qualifikation für den Cricket World Cup 2015 bedeutete. Irland gewann die World Cricket League mit 24 Punkten, während Afghanistan mit 19 Punkten den zweiten Platz belegte und sich somit für die Weltmeisterschaft qualifizierte. Die viertplatzierten Niederlande spielten im darauf folgenden Monat gegen Namibia, während die fünftplatzierten Vereinigten Arabischen Emirate im März Irland empfingen. Afghanistan fügte Schottland eine deutliche Niederlage beim ICC Intercontinental Cup 2011–2013 in Abu Dhabi zu und siegte mit einem Innings und fünf Runs; Izatullah Dawlatzai nahm dabei elf Wickets.

### Assoziiertes Mitglied
Die afghanische Nationalmannschaft erhielt am 27. Juni 2013 den Status eines assoziierten Mitglieds. Der Beschluss fiel auf der Jahresversammlung des ICC am 26. Juni 2013 in London, in Anwesenheit des Chief Executive Officer des Afghanistan Cricket Board, Noor Muhammad Murrad. Der Antrag war im Jahr zuvor vom Asian Cricket Council aufgrund der stetigen Entwicklung unter dem vorhergehenden CEO des Afghanistan Cricket Board, Hamid Sheenwari, eingereicht worden.

“Afghanistan is the only country that receives the Associate Membership in a short period of time in reward to the efforts Afghanistan made for the promotion of cricket.”

„Afghanistan ist das einzige Land, das in kurzer Zeit die assoziierte Mitgliedschaft erhielt, um die Bemühungen zur Förderung des Crickets zu belohnen.“

Als assoziiertes Mitglied des ICC erhielt Afghanistan eine höhere finanzielle Unterstützung und, noch wichtiger, mehr Aufmerksamkeit für die leidenschaftlichen und Cricket-begeisterten Spieler des Landes, einem vom Krieg ausgezehrten Land. Bisher unterstützte das ICC Afghanistan jährlich mit 700.000 $, dieser Betrag stieg mit dem neuen Status auf 850.000 $.
Im März 2013 erhielt Afghanistans Cricket Auftrieb, als ein zweijähriges Memorandum zur Unterstützung zwischen dem Afghanistan Cricket Board (ACB) und dem Pakistan Cricket Board (PCB) unterzeichnet wurde. Es hatte zum Ziel, das Cricket in Afghanistan nach dem Cricket World Cup 2015 zu entwickeln. Der Pakistan Cricket Board unterstützte die afghanische Mannschaft technisch und professionell, einschließlich Spielausbildungsprogramme, Trainingskurse, Fähigkeits- und Leistungsanalysen sowie grundlegende Schiedsrichter- und Kuratorenkurse. Hochleistungscamps für aufstrebende Spieler waren ebenfalls Teil des Abkommens. Die PCB-geleitete National Cricket Academy (NCA) soll dabei mit der Entwicklung der technischen, taktischen, mentalen und physischen Fähigkeiten helfen und Vorträge zu Doping, Korruptionsbekämpfung und verschiedenen Verhaltenskodizes anbieten. Über die Finanzierung des Projektes sollte später entschieden werden, wobei die NCA möglicherweise subventioniert werden wird. Im Juli 2014 besuchte Afghanistan für seine erste Serie gegen eine Testnation Simbabwe. Die ODI-Serie endete mit 2–2 unentschieden und die First-Class-Serie endete mit 1–1 ebenfalls unentschieden.

### Erste Weltmeisterschaftsteilnahme
Am 3. Oktober 2013 besiegte Afghanistan Kenia und schloss das Intercontinental Cup 2011–2013 One-Day Turnier auf dem zweiten Platz ab, wodurch es sich für den Cricket World Cup 2015 in Australien und Neuseeland qualifizierte. Afghanistan wurde die insgesamt 20. Mannschaft, der die Qualifikation für eine Weltmeisterschaft gelang, und es war dies die erste Teilnahme des Landes an einer Weltmeisterschaft. Die Qualifikation für das Turnier gilt als geschichtsträchtiges Ereignis für das Land, da die Mannschaft viele Spieler in ihren Reihen hatte, die das Cricketspielen in pakistanischen Flüchtlingslagern erlernt hatten. Afghanistan war eines von vier assoziierten Mitgliedern, die an dem Turnier teilnahmen; die anderen waren Irland, Schottland und die Vereinigten Arabischen Emirate. Aufgrund dieser Leistung erhielt das Team 2014 den Laureus Awards in der Kategorie „Spirit of Sport Award“ „in Anerkennung ihres schnellen Aufstiegs im Weltcricket und der ersten Qualifikation für den Cricket World Cup“. Außerdem waren sie in der Kategorie „Durchbruch des Jahres“ nominiert.
Afghanistan bestritt sein Weltmeisterschaftsdebüt gegen Bangladesch im Manuka Oval in Canberra. Das Spiel endete mit einer Niederlage von 105 Runs. Während des Turniers traf die afghanische Mannschaft auf etablierte Cricketnationen wie Australien, Indien, Sri Lanka, Neuseeland und England. Am 26. Februar 2015 gewann Afghanistan sein erstes Spiel bei einer Weltmeisterschaft, indem es Schottland mit einem Wicket bezwang. Die Mannschaft verlor jedoch alle weiteren Spiele und schied in der Gruppenphase aus dem Turnier aus.

### Touren nach der Weltmeisterschaft
Die afghanische Mannschaft besuchte Simbabwe im Oktober 2015 zum zweiten Mal und entschied erstmals eine ODI-Serie nach einem Sieg von 73 Runs in Bulawayo mit 3–2 für sich. Afghanistan wurde damit die erste Nicht-Testnation, die eine bilaterale ODI-Serie gegen eine Testnation gewann. Mit seinem Sieg über Simbabwe am 25. Dezember 2015 war Afghanistan erstmals unter den zehn besten Mannschaften der ODI-Rangliste.
Die afghanische Mannschaft besuchte im September und Oktober 2016 Bangladesch für drei ODIs. Dies war Afghanistans erste Serie gegen eine andere Testnation als Simbabwe und die erste bilaterale Serie zwischen diesen beiden Mannschaften. Vor der ODI-Serie spielte Afghanistan ein Aufwärmspiel gegen die Bangladesh Cricket Board XI in Fatullah. Afghanistan gewann das Aufwärmspiel mit 66 Runs und Bangladesch die ODI-Serie mit 2–1. Die afghanische Mannschaft besuchte im Dezember 2016 die Vereinigten Arabischen Emirate. Die Tour bestand aus drei T20Is und Afghanistan gewann die Serie mit 3–0.
Im Februar 2017 sprach das ICC Afghanistans heimischen Ahmad Shah Abdali 4-day Tournament First-Class-Status zu. Afghanistan besuchte im Januar und Februar 2017 wieder Simbabwe. Diese Tour bestand aus fünf ODIs. Vor der ODI-Serie absolvierte die afghanische A-Mannschaft fünf „inoffizielle“ ODIs gegen Simbabwes A-Mannschaft. Alle diese Spiele besaßen List-A-Status. Afghanistan gewann die List-A-Serie mit 4–1 und die ODI-Serie mit 3–2. Irland tourte im März 2017 nach Indien, um gegen Afghanistan drei T20Is, fünf ODIs und ein Spiel im Rahmen des ICC Intercontinental Cup zu absolvieren. Alle Spiele während der Tour wurden in Greater Noida ausgetragen. Für Afghanistan verlief die Tour erfolgreich, da es die T20I-Serie mit 3–0 und die ODI-Serie mit 3–2 gewann; Afghanistan stellte außerdem einen neuen Rekord für elf hintereinander gewonnene T20Is auf. Afghanistan gewann auch das ICC-Intercontinental-Cup-Match mit einem Innings und 172 Runs.
Die afghanische Mannschaft unternahm im Juni 2017 eine weitere Tour und besuchte erstmals die West Indies. Dies war erst Afghanistans dritte Tour gegen eine Testnation. Im selben Monat sollte Afghanistan selbst Teststatus erhalten. Die Tour verlief jedoch weniger erfolgreich, nachdem das Team die T20I-Serie deutlich mit 0–3 verloren hatte. Die ODI-Serie verlief besser und es erreichte ein 1–1 unentschieden.

### Auf dem Weg zur Testnation
Bei der Qualifikation für die Twenty20-Weltmeisterschaft 2012 in den Vereinigten Arabischen Emiraten konnte sich das Team zunächst souverän für die Weltmeisterschaft mit acht Siegen in acht Spielen qualifizieren. Im Finale verlor es jedoch gegen Irland und belegte somit den zweiten Platz. Beim Hauptturnier verlor es seine Spiele gegen Indien und England und schied so bereits nach der Vorrunde aus. Am 24. November 2013 besiegte Afghanistan in der Qualifikationsrunde Kenia und qualifizierte sich mit dem zweiten Platz hinter Irland für die ICC World Twenty20 2014 in Bangladesch. Im März 2014 besiegte Afghanistan Hongkong während der ICC World Twenty20 2014, erreichte jedoch nicht die Super 10, nachdem das Team in den beiden darauf folgenden Spielen gegen Bangladesch und Nepal unterlagen war. Im nächsten Qualifikationszyklus qualifizierte sich Afghanistan als fünftes Team für die Endrunde in Indien. Im dritten Spiel dominierte es Simbabwe und gewann mit 59 Runs. Damit erreichte Afghanistan die Super 10, während Simbabwe ausschied. Es war dies Afghanistans erstes Erreichen einer zweiten Runde bei einer ICC World Twenty20. Das Team besiegte den späteren Titelträger aus den West Indies im letzten Spiel, verpasste aber dennoch das Halbfinale.
Im Juli und August 2016 unternahm Afghanistan eine Europatour nach Schottland und Irland. Die Mannschaft gewann die Serie gegen Schottland mit 1–0, während die Serie gegen Irland mit 2–2 unentschieden endete. Im Juli 2016 veröffentlichte das Afghanistan Cricket Board einen strategischen Plan mit der Zielvorgabe, gegen 2019 unter den sechs besten ODI-Mannschaften und gegen 2025 unter den besten drei Mannschaften im T20I- und ODI-Cricket zu sein. Für dessen Erreichen bat das Afghanistan Cricket Board das Board of Control for Cricket in India um jährlich stattfindende bilaterale Spiele gegen Indien und Mannschaften, die Indien besuchen.
Das ICC erkannte während seiner Londoner Jahresversammlung Afghanistan als zwölfter Mannschaft den Teststatus zu (zusammen mit Irland). Im Dezember 2017 kündigte das ICC an, dass Afghanistan seinen ersten Test Ende 2018 gegen Indien spielen werde. Dem ICC Future Tours Programm 2019–23 zufolge sollte Afghanistan 13 Tests spielen, es war jedoch wie Irland und Simbabwe kein Teil der ersten beiden Austragungen der ICC World Test Championship. Im Januar 2018 bestätigten das Afghanistan Cricket Board und das Board of Control for Cricket in India, dass der Test im Juni im M. Chinnaswamy Stadium in Bengaluru stattfinden wird. Am 14. und 15. Juni 2018 verlor Afghanistan gegen Indien seinen ersten Test mit einem Innings und 262 Runs, obwohl es im ersten Innings eine starke indische Mannschaft ausbowlen konnte. Beim Asia Cup 2018 in den Vereinigten Arabischen Emiraten erzielte Afghanistan seinen ersten Sieg gegen Sri Lanka, das daraufhin aus dem Turnier ausschied.

### Entwicklung als Test-Nation

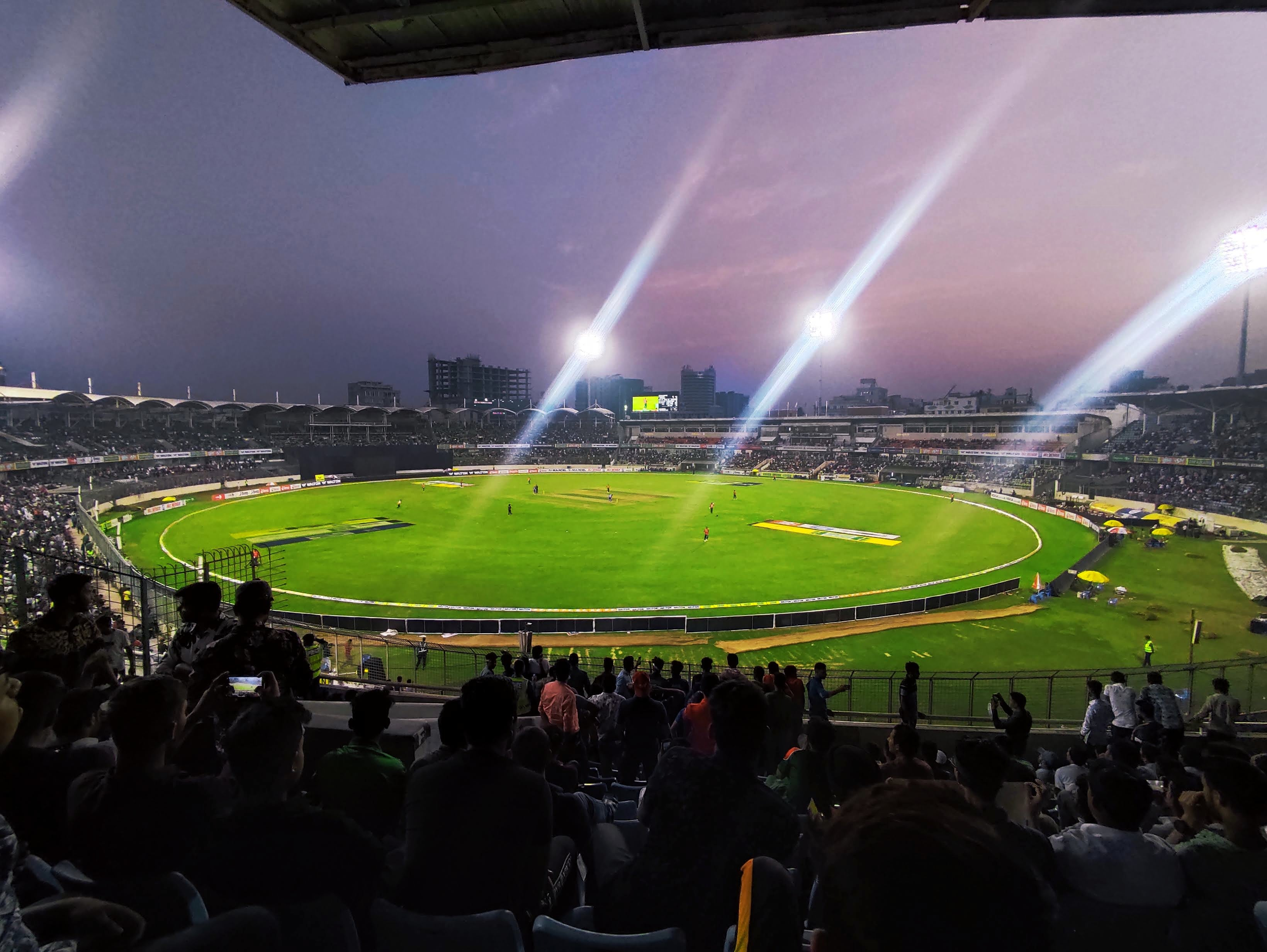
T20I zwischen Bangladesch und Afghanistan in Dhaka, 2022

Indien gegen Afghanistan während des Cricket World Cup 2023

Schon den zweiten Test, der als Heimtest in Indien ausgetragen wurde, gewann Afghanistan gegen Irland, womit es nach England und Pakistan die dritte Testnation wurde, der dies gelang. Auch gelang ihnen in der Saison 2019/20 gegen Bangladesch der erste Sieg bei einem Auswärts-Test mit 224 Runs. Nach Regenschauern wurde der Test fast abgebrochen; nachdem sich jedoch die Wetterumstände verbessert hatten, gelang es den spin bowlern Afghanistans, die letzten vier Wickets zu nehmen, wodurch es einen historischen Sieg gegen eine der besten Testnationen erzielte. Beim ICC Cricket World Cup Qualifier 2018 erreichte Afghanistan das Finale und gewann dort gegen die West Indies. Damit qualifizierte sich das Team für ihre zweite Weltmeisterschaft, den Cricket World Cup 2019 in England. Angeführt von Kapitän Asghar Afghan, spielte Afghanistan in der Vorrunde gegen jede der anderen neun teilnehmenden Mannschaften. Dabei blieb das Team jedoch sieglos und schied mit dem letzten Platz aus dem Turnier aus.
Die erneute Machtübernahme der Taliban beeinträchtigte die Vorbereitung auf den T20 World Cup 2021 stark. Eine geplante Tour gegen Pakistan musste abgesagt werden, da es der Mannschaft nicht gelang, das Land zu verlassen. Vertreter der Taliban gaben im August 2021 die Zusicherung, dass die Beteiligung der Nationalmannschaft an internationalen Turnieren nicht beeinträchtigt werde. Jedoch verboten sie kurz darauf das Frauen-Cricket im Land, was zu internationalen Protesten führte. Als Konsequenz weigerte sich beispielsweise Australien auf Grund der Menschenrechtssituation in Afghanistan bilaterale Touren gegen das Männer-Team abzuhalten. Dagegen verkündete der südafrikanische Verband, weiterhin bilaterale Serien gegen das afghanische Team austragen zu wollen.
In der Super 12 des T20 World Cup 2021 in Oman und den Vereinigten Arabischen Emiraten bezwangen die Afghanen nur Schottland und Namibia, während sie Pakistan, Indien und Neuseeland unterlagen und aus dem Turnier ausschieden. Beim Asia Cup 2022 in den Vereinigten Arabischen Emiraten erreichten sie nach Siegen gegen Sri Lanka und Bangladesch die Super 4, schieden dort nach Niederlagen gegen Sri Lanka, Pakistan und Indien wieder aus. In der Super 12 des T20 World Cup 2022 in Australien unterlag Afghanistan England, Sri Lanka und Australien, während die Spiele gegen Neuseeland und Irland aufgrund Regens abgesagt werden mussten, womit das Team aus dem Turnier ausschied.
Beim Asia Cup 2023 in Pakistan und Sri Lanka kam es nach Niederlagen gegen Bangladesch und Sri Lanka nicht über die Vorrunde hinaus. In der Vorrunde des Cricket World Cup 2023 in Indien erlitt Afghanistan Niederlagen gegen Bangladesch, Indien, Neuseeland, Australien und Südafrika, erzielte jedoch auch Siege gegen England, Pakistan, Sri Lanka und die Niederlande. Afghanistans Siege gegen England und Pakistan waren die ersten gegen diese Gegner im ODI-Cricket. Das Halbfinale verpassten die Afghanen, punktgleich mit Neuseeland und Pakistan, nur aufgrund ihrer schlechteren Net Run Rate, die beste Turnierleistung bisher. Damit qualifizierte es sich erstmals für die Champions Trophy 2025 in Pakistan. Beim T20 World Cup 2024 in den West Indies und den Vereinigten Staaten schrieben die Afghanen Geschichte, als sie ihre ersten Siege über Neuseeland, Australien und Bangladesch erzielten, womit sie erstmals das Halbfinale bei einem internationalen Cricketturnier erreichten. Dort erlitt das Team jedoch eine deutliche Niederlage gegen Südafrika. Bei der Champions Trophy 2025 schieden die Afghanen nach Niederlagen gegen Südafrika und Australien in der Vorrunde aus, obschon ihnen ein überraschender Sieg über England gelang.

## Organisation

Provinzteams der Regionalverbände Afghanistans

Der Verband wurde 1995 unter der Bezeichnung Afghanistan Cricket Federation gegründet. Im Juni 2009 erfolgte die Umbenennung in Afghanistan Cricket Board (ACB). Im Juni 2013 wurde er als assoziiertes Mitglied in den International Cricket Council (ICC) aufgenommen und 2017 folgte die Vollmitgliedschaft im ICC. 2001 wurde der afghanische Verband außerdem Mitglied des Asian Cricket Council (ACC).
Das Afghanistan Cricket Board stellt die Afghanistan vertretenen Cricket-Nationalmannschaften, einschließlich der für die Männer, Frauen und Jugend, zusammen. Der Verband ist außerdem verantwortlich für die Durchführung von Test-, ODI- und T20I-Serien gegen andere Nationalmannschaften sowie die Organisation von Heimspielen und -turnieren. Neben der Aufstellung des Teams ist er verantwortlich für den Kartenverkauf, der Gewinnung von Sponsoren und der Vermarktung der Medienrechte.
Kinder und Jugendliche werden bereits in der Schule an den Cricketsport herangeführt und je nach Interesse und Talent beginnt dann die Ausbildung. Wie andere Cricketnationen verfügt Afghanistan über eine U-19-Nationalmannschaft, die an der entsprechenden Weltmeisterschaft teilnimmt. Die zweite Nationalmannschaft Afghanistans bildet Afghanistan A, deren Spiele über First-Class- bzw. List-A-Status verfügen.

## Trikots

Die Flagge der Islamischen Republik Afghanistan wird von der Nationalmannschaft weiterhin bei internationalen Turnieren verwendet

Im Test Cricket trägt Afghanistan weiße Cricket Kleidung, die bei kalten Wetter um einem Pullover bzw. Pullunder ergänzt wird, mit dem Logo des ACB auf der rechten Brust, dem Logo des Ausrüsters auf dem Ärmel des führenden Arms und das Logo des Sponsors in der Mitte des Trikots. Die Feldspieler tragen eine rote Baseball-Kappe oder einen weißen Sonnenhut mit dem Logo des ACB auf der Stirnseite und die Cricket-Helme der Batter sind auf ähnliche Weise gestaltet, mit der Flagge Afghanistans über dem Logo des ACB. In den kürzeren Cricket-Formaten tragen Afghanistans Spieler ein blaues Trikot (in ODIs) oder ein graues Trikot (in T20Is), mit Akzenten in grün, rot, schwarz und manchmal gelb. Das Logo des ACB erscheint auf der rechten Brust und das Sponsorlogo in der Mitte, mit dem Schriftzug AFGHANISTAN darunter und dem Logo des Ausrüsters auf dem Ärmel des führenden Arms. Bei ICC-Turnieren erscheint das Sponsorlogo auf den Ärmel des nichtführenden Arms. Die Feldspieler tragen eine blaue Baseball-Kappe oder einen roten Sonnenhut. Die Cricket-Helme sind ebenfalls in rot gehalten. Der derzeitige Sponsor ist Alokozay Group und der Trikotausrüster TYKA Sports.
Auch nach der erneuten Machtübernahme der Taliban im August 2021 trägt die Nationalmannschaft weiterhin Trikots in den Farben der schwarz-rot-grünen Trikolore der Islamischen Republik Afghanistan, ebenso wird die frühere Nationalhymne Milli Tharana verwendet.

## Stadien

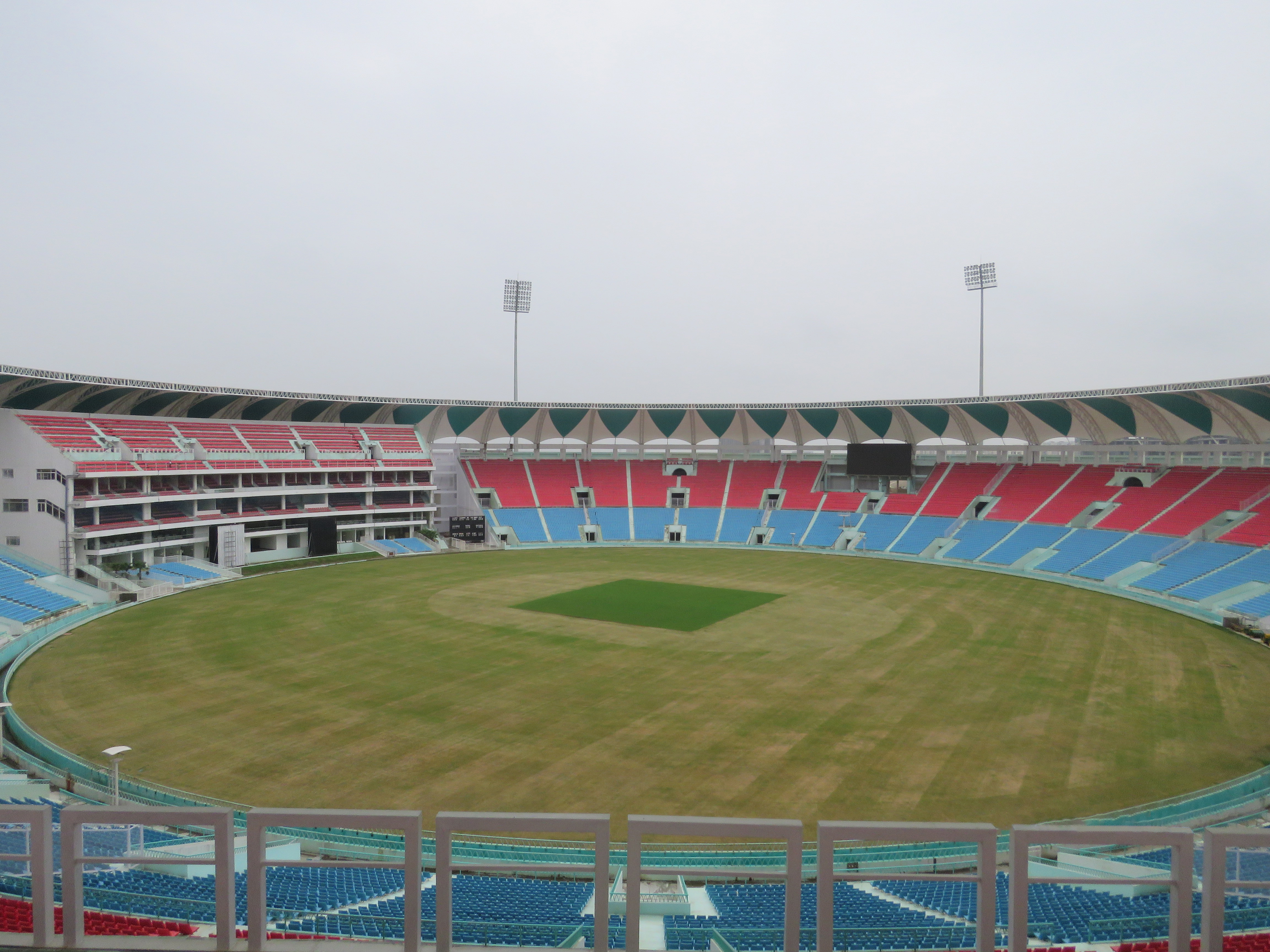
Das Ekana International Cricket Stadium in Lucknow, Indien, diente zeitweilig als Afghanistans „Heimstadion“

Aufgrund des andauernden Krieges in Afghanistan und das Fehlen einer Cricket-Infrastruktur auf internationalem Niveau bestreitet die afghanische Cricket-Nationalmannschaft ihre Heimspiele im Ausland. Afghanistan absolvierte sein „Heimspiel“ beim ICC Intercontinental Cup 2009–2010 gegen Irland im Rangiri Dambulla International Stadium in Sri Lanka. Nach seiner Qualifikation für die World Twenty20 bestritt Afghanistan zwei ODIs gegen Kanada im Sharjah Cricket Association Stadium in den Vereinigten Arabischen Emiraten, wodurch dieses zum „Heimstadion“ Afghanistans wurde.
Im Rahmen des Vorhabens, das afghanische Cricket wiederzubeleben, wurden im Land bisher drei internationale Cricketstadien errichtet. 2016 wurde der Shaheed Vijay Singh Pathik Sports Complex in Greater Noida das neue Heimstadion, nachdem sich die afghanische Mannschaft dazu entschieden hatte, Schardscha zu verlassen. Im Juni 2018, nach dem Erlangen von Teststatus, wurde das Rajiv Gandhi International Cricket Stadium in Dehradun Afghanistans Heimstadion. Im Mai 2019 bat das Afghanistan Cricket Board das Board of Control for Cricket in India (BCCI) um ein neues Heimstadion und im August 2019 genehmigte das BCCI das Ekana International Cricket Stadium in Lucknow als neues Heimstadion für die Mannschaft Afghanistans.

## Internationale Touren
Afghanistan bestritt seit seinem Vollmitgliedsstatus im ICC bilaterale Touren gegen die anderen Vollmitglieder und weiterer Mitglieder des ICC mit ODI- und T20I-Status. Ebenso empfängt man in „Heimstadien“ tourende Nationalteams. Im heimischen Sommer ist man entweder Gastgeber oder tourt durch andere Cricketnationen der Nordhemisphäre und im heimischen Winter tourt man durch die Cricketnationen der Südhemisphäre. Im Gegensatz zu den meisten anderen Cricketnationen spielt Afghanistan im Test Cricket jedoch um keine Trophäen gegen seine Gegner.

## Spieler

### Spielerstatistiken
Insgesamt haben für Afghanistan 38 Spieler Tests, 63 Spieler ODIs und 58 Spieler T20Is gespielt. Im Folgenden sind die Spieler aufgeführt, die für die afghanische Mannschaft die meisten Runs und Wickets erzielt haben.

#### Runs
| Test                 | Test                | Test                | Test                | ODI                  | ODI                 | ODI                 | ODI                 | T20I                | T20I                | T20I                | T20I                |
| Spieler              | Zeitraum            | Tests               | Runs                | Spieler              | Zeitraum            | ODIs                | Runs                | Spieler             | Zeitraum            | T20Is               | Runs                |
| -------------------- | ------------------- | ------------------- | ------------------- | -------------------- | ------------------- | ------------------- | ------------------- | ------------------- | ------------------- | ------------------- | ------------------- |
| Rahmat Shah          | 2018–heute          | 11                  | 970                 | Rahmat Shah          | 2013–heute          | 123                 | 3.975               | Mohammad Nabi       | 2010–heute          | 132                 | 2.237               |
| Hashmatullah Shahidi | 2018–heute          | 10                  | 757                 | Mohammad Nabi        | 2009–heute          | 173                 | 3.667               | Mohammad Shahzad    | 2010–2023           | 073                 | 2.048               |
| Ibrahim Zadran       | 2019–heute          | 07                  | 541                 | Mohammad Shahzad     | 2009–2019           | 084                 | 2.727               | Najibullah Zadran   | 2012–heute          | 107                 | 1.830               |
| Asghar Afghan        | 2018–2021           | 06                  | 440                 | Hashmatullah Shahidi | 2013–heute          | 090                 | 2.435               | Rahmanullah Gurbaz  | 2019–heute          | 066                 | 1.683               |
| Afsar Zazai          | 2018–heute          | 08                  | 348                 | Asghar Afghan        | 2009–2021           | 114                 | 2.424               | Asghar Afghan       | 2010–2021           | 075                 | 1.382               |
| Stand: 3. März 2025  | Stand: 3. März 2025 | Stand: 3. März 2025 | Stand: 3. März 2025 | Stand: 3. März 2025  | Stand: 3. März 2025 | Stand: 3. März 2025 | Stand: 3. März 2025 | Stand: 3. März 2025 | Stand: 3. März 2025 | Stand: 3. März 2025 | Stand: 3. März 2025 |

#### Wickets
| Test                | Test                | Test                | Test                | ODI                 | ODI                 | ODI                 | ODI                 | T20I                | T20I                | T20I                | T20I                |
| Spieler             | Zeitraum            | Tests               | Wickets             | Spieler             | Zeitraum            | ODIs                | Wickets             | Spieler             | Zeitraum            | T20Is               | Wickets             |
| ------------------- | ------------------- | ------------------- | ------------------- | ------------------- | ------------------- | ------------------- | ------------------- | ------------------- | ------------------- | ------------------- | ------------------- |
| Rashid Khan         | 2018–heute          | 6                   | 45                  | Rashid Khan         | 2015–heute          | 114                 | 199                 | Rashid Khan         | 2015–heute          | 095                 | 159                 |
| Amir Hamza          | 2019–2023           | 4                   | 18                  | Mohammad Nabi       | 2009–heute          | 173                 | 176                 | Mohammad Nabi       | 2010–heute          | 132                 | 097                 |
| Yamin Ahmadzai      | 2018–heute          | 7                   | 16                  | Dawlat Zadran       | 2011–2019           | 082                 | 115                 | Naveen-ul-Haq       | 2019–heute          | 048                 | 067                 |
| Zahir Khan          | 2019–heute          | 6                   | 15                  | Mujeeb Ur Rahman    | 2017–2023           | 075                 | 101                 | Mujeeb Ur Rahman    | 2018–heute          | 049                 | 063                 |
| Naveed Zadran       | 2024–heute          | 3                   | 11                  | Gulbadin Naib       | 2011–heute          | 089                 | 074                 | Fazalhaq Farooqi    | 2016–heute          | 043                 | 054                 |
| Stand: 3. März 2025 | Stand: 3. März 2025 | Stand: 3. März 2025 | Stand: 3. März 2025 | Stand: 3. März 2025 | Stand: 3. März 2025 | Stand: 3. März 2025 | Stand: 3. März 2025 | Stand: 3. März 2025 | Stand: 3. März 2025 | Stand: 3. März 2025 | Stand: 3. März 2025 |

### Mannschaftskapitäne
Bisher haben insgesamt drei Spieler als Kapitän für Afghanistan bei einem Testmatch fungiert, sieben für ein ODI und sechs für ein T20I.
| Test | Test                 | Test       | ODI                  | ODI        | T20I           | T20I       |
| Nr.  | Name                 | Zeitraum   | Name                 | Zeitraum   | Name           | Zeitraum   |
| ---- | -------------------- | ---------- | -------------------- | ---------- | -------------- | ---------- |
| 1    | Asghar Afghan        | 2018–2021  | Nawroz Mangal        | 2009–2012  | Nawroz Mangal  | 2010–2012  |
| 2    | Rashid Khan          | 2019       | Karim Sadiq          | 2012       | Mohammad Nabi  | 2013–2022  |
| 3    | Hashmatullah Shahidi | 2023–heute | Mohammad Nabi        | 2013–2015  | Asghar Afghan  | 2015–2021  |
| 4    |                      |            | Asghar Afghan        | 2015–2021  | Rashid Khan    | 2019–heute |
| 5    |                      |            | Rashid Khan          | 2018–2019  | Gulbadin Naib  | 2023       |
| 6    |                      |            | Gulbadin Naib        | 2019       | Ibrahim Zadran | 2023–2024  |
| 7    |                      |            | Hashmatullah Shahidi | 2022–heute |                |            |

## Bilanz
Die Mannschaft hat die folgenden Bilanzen gegen die anderen Vollmitglieder des ICC im Test-, ODI- und T20I-Cricket (Stand: 3. März 2025).
| Gegner      | Tests | Tests | Tests | Tests | Tests | ODIs | ODIs | ODIs | ODIs | ODIs | T20Is | T20Is | T20Is | T20Is | T20Is |
| Gegner      | Sp.   | S     | U     | N     | R     | Sp.  | S    | U    | N    | NR   | Sp.   | S     | U     | N     | NR    |
| ----------- | ----- | ----- | ----- | ----- | ----- | ---- | ---- | ---- | ---- | ---- | ----- | ----- | ----- | ----- | ----- |
| Australien  | 0     | 0     | 0     | 0     | 0     | 5    | 0    | 0    | 4    | 1    | 2     | 1     | 0     | 1     | 0     |
| Bangladesch | 2     | 1     | 0     | 1     | 0     | 19   | 8    | 0    | 11   | 0    | 12    | 7     | 0     | 5     | 0     |
| England     | 0     | 0     | 0     | 0     | 0     | 4    | 2    | 0    | 2    | 0    | 3     | 0     | 0     | 3     | 0     |
| Indien      | 1     | 0     | 0     | 1     | 0     | 4    | 0    | 1    | 3    | 0    | 9     | 0     | 1     | 7     | 1     |
| Irland      | 2     | 1     | 0     | 1     | 0     | 32   | 18   | 0    | 13   | 1    | 26    | 18    | 1     | 7     | 0     |
| Neuseeland  | 0     | 0     | 0     | 0     | 0     | 3    | 0    | 0    | 3    | 0    | 2     | 1     | 0     | 1     | 0     |
| Pakistan    | 0     | 0     | 0     | 0     | 0     | 8    | 1    | 0    | 7    | 0    | 7     | 3     | 0     | 4     | 0     |
| Simbabwe    | 4     | 2     | 0     | 1     | 1     | 31   | 20   | 0    | 10   | 1    | 18    | 16    | 0     | 2     | 0     |
| Sri Lanka   | 1     | 0     | 0     | 1     | 0     | 15   | 4    | 0    | 10   | 1    | 8     | 3     | 0     | 5     | 0     |
| Südafrika   | 0     | 0     | 0     | 0     | 0     | 6    | 2    | 0    | 4    | 0    | 3     | 0     | 0     | 3     | 0     |
| West Indies | 1     | 0     | 0     | 1     | 0     | 9    | 3    | 0    | 5    | 1    | 8     | 3     | 0     | 5     | 0     |

## Internationale Turniere

### World Test Championship
- 2019–2021: nicht qualifiziert
- 2021–2023: nicht qualifiziert
- 2023–2025: nicht qualifiziert
- 2025–2027: nicht qualifiziert

### Cricket World Cup
- 1975–1999: nicht teilnahmeberechtigt (kein ICC-Mitglied)
- 2003: nicht qualifiziert
- 2007: nicht qualifiziert
- 2011: nicht qualifiziert (Qualifikation)
- 2015: Vorrunde (Qualifikation)
- 2019: Vorrunde (Qualifikation)
- 2023: Vorrunde
- 2027: noch ausstehend
- 2031: noch ausstehend

### Champions Trophy
- 1998: nicht qualifiziert
- 2000: nicht qualifiziert
- 2002: nicht qualifiziert
- 2004: nicht qualifiziert
- 2006: nicht qualifiziert
- 2009: nicht qualifiziert
- 2013: nicht qualifiziert
- 2017: nicht qualifiziert
- 2025: Vorrunde
- 2029: noch ausstehend

### T20 World Cup
- 2007: nicht qualifiziert
- 2009: nicht qualifiziert
- 2010: Vorrunde (Qualifikation)
- 2012: Vorrunde (Qualifikation)
- 2014: Vorrunde (Qualifikation)
- 2016: Vorrunde (Qualifikation)
- 2021: Super 12
- 2022: Super 12
- 2024: Halbfinale
- 2026: qualifiziert
- 2028: noch ausstehend
- 2030: noch ausstehend

### ICC Intercontinental Cup
- 2004: nicht qualifiziert
- 2005: nicht qualifiziert
- 2006: nicht qualifiziert
- 2007–08: nicht qualifiziert
- 2009–10: Sieg
- 2011–13: Finale

### Asia Cup
- 1984–2000: nicht teilnahmeberechtigt (kein ICC-Mitglied)
- 2004–2012: nicht qualifiziert
- 2014: Vorrunde
- 2016: nicht qualifiziert
- 2018: Super Four
- 2022: Super Four
- 2023: Vorrunde
- 2025: qualifiziert